# Zahnärztlicher Verein zu Frankfurt am Main von 1863
Der Zahnärztliche Verein zu Frankfurt am Main von 1863 e.V. ist ein Verein von approbierten Zahnärzten. Zweck des Vereins ist die Förderung der zahnärztlichen Wissenschaft in Theorie und Praxis auf nationaler und internationaler Ebene. Dies soll durch wissenschaftliche Vorträge und regelmäßige Zusammenkünfte der Mitglieder erreicht werden. Der Verein strebt den gesellschaftlichen Zusammenhalt der Mitglieder an.

## Geschichte
Zwischen 1859 und 1863 wurden die ersten zahnärztlichen Vereine gegründet, in Berlin 1847 der Verein der Zahnärzte in Berlin, in Hamburg 1857 der Verein der Zahnärzte und in Dresden der Verein sächsischer Zahnärzte. Diese Vereine schlossen sich 1859 im Central-Verein Deutscher Zahnärzte zusammen. Der Central-Verein hielt jährlich eine große Tagung ab, die 1859 in Berlin, 1860 in Hamburg, 1861 in Dresden und 1862 in Wien stattfand. Im Anschluss an die Tagung in Wien wurde als Tagungsort für die Jahrestagung 1863 Frankfurt am Main gewählt. Im Januar 1863 bildeten sieben Frankfurter Zahnärzte ein Lokal-Komitee für die Tagung des Central-Vereins. Am 18. Juli 1863 erfolgte die Gründung des „Vereins Deutscher Zahnärzte zu Frankfurt a. M.“

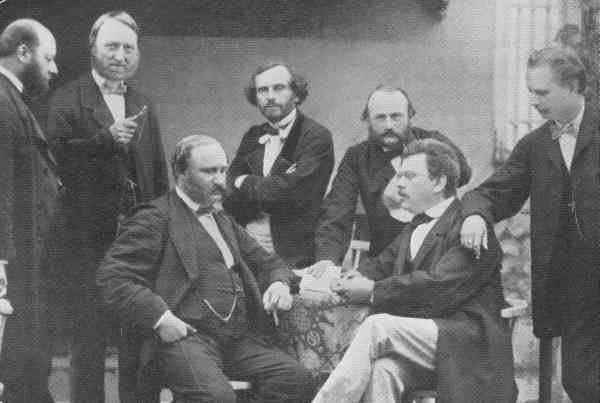
Die Gründer des zahnärztlichen Vereins: stehend: Christ – LeBailly – Frey – Wehner – Bertling; sitzend: Haas – Zeitmann

### 1863–1900
Damaliges Ziel der Vereinstätigkeit war die „Hebung des Standes der Zahnärzte in wissenschaftlicher, sozialer und kollegialer Beziehung, sowie die Förderung der Forschungen auf dem Gebiet der zahnärztlichen Wissenschaft und Anwendung derselben in der Praxis“.
Auf der Festsitzung 1878 führte der spätere Vorsitzende Degener das Anlegen von Kofferdam vor. 1879 änderte sich der Name des Vereins. Aus dem Verein Deutscher Zahnärzte zu Frankfurt am Main wurde der Zahnärztliche Verein zu Frankfurt am Main.
1896 erregte ein Vortrag des amtierenden Präsidenten Albrecht über die Anwendung der Röntgenstrahlung in der Zahnheilkunde erhebliches Aufsehen. Es ist dies die erste Mitteilung über zahnärztliche Röntgenaufnahmen überhaupt. Anlässlich des 25-jährigen Jubiläums 1888 widmete ein damals junger Kollege namens Otto Walkhoff sein gerade erschienenes Werk Konservierende Behandlung der Zahnpulpa dem Verein.

### 1900–1945
In den Fortbildungsveranstaltungen zwischen 1902 und 1912 finden sich unter den Referenten Zahnärzte, die berühmt und richtungweisend für die Zahnmedizin wurden, wie z. B. Miller, Sachs, Walkhoff, Gustav Julius Parreidt, Witzel u. a. Die seit 1879 im Goethe-Haus und 1910 im Senckenbergianum stattfindenden Festsitzungen wurden ab 1911 ins Carolinum verlegt.

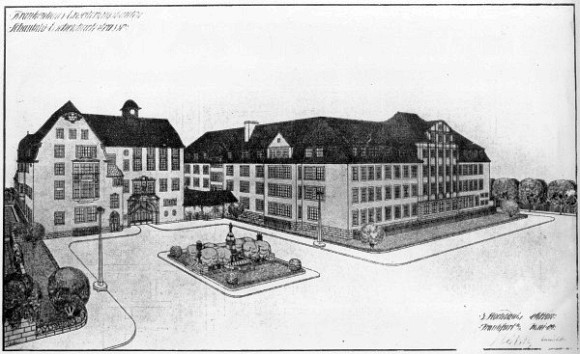
Architekturzeichnung des alten Carolinums

Während des Ersten Weltkriegs stand die zahnärztliche Versorgung der Soldaten mit Mund- und Kieferverletzungen im Vordergrund.
1912 wurde der Vertrag zur Gründung der Johann Wolfgang Goethe-Universität Frankfurt am Main von der Stiftung Carolinum als 10. von 11 Stiftern unterzeichnet.
Von 1924 bis 1929 war Otto Loos Vorsitzender des Vereins. Durch seine internationalen Kontakte konnte er dem Verein wissenschaftliche Informationen aus erster Hand liefern und gab dem Verein das frühere Ansehen wieder. Das Vereinsleben mit seiner wissenschaftlichen aber auch standespolitischen Ausrichtung wurde 1934 durch den NSDAP-Beschluss über die Schließung aller Lokalvereine beendet. 1934 erlosch nach 71 Jahren die Eintragung im Vereinsregister der Stadt Frankfurt am Main. Fortbildung wurde von nun an nur noch an einer vom Regime eingerichteten Akademie betrieben.

### Seit 1945
Nach dem Zweiten Weltkrieg wurde der Verein wieder in seine alten Rechte eingesetzt.
Die erste wissenschaftliche Sitzung fand am 13. März 1960 statt. Anlässlich der Hauptversammlung am 16. April 1975 wurde Friedrich Kreter als Präsident gewählt. In seinen Funktionen als Hochschullehrer und Abteilungsleiter im Carolinum, als Landesfortbildungsreferent der Landeszahnärztekammer Hessen, ein Amt, das er 20 Jahre innehatte, und als Präsident des zahnärztlichen Vereins hat Kreter sehr viel Engagement gezeigt.
Giesbert Schulz-Freywald führte den Verein bis 2001. Von 2001 bis 2008 hatte Rüdiger Schönfeld das Präsidentenamt inne. Von 2008 bis 2009 stand Paul Schmitt dem Verein als Präsident vor. Seit 2009 ist Robert Sader der Präsident des zahnärztlichen Verein zu Frankfurt am Main von 1863 e.V.
Am 8. November 2013 konnte der Verein sein 150-jähriges Bestehen mit einem Festakt im Frankfurter Römer feiern.

## Vereinsaktivitäten
Der Zahnärztliche Verein veranstaltet zurzeit zwei große Fortbildungsveranstaltungen im Jahr.

## Förderung des wissenschaftlichen Nachwuchses
Im Jahr 2009 wurde in Zusammenarbeit mit der Zahnärztlichen Gesellschaft Hessen den Friedrich-Kreter-Promotionspreis ins Leben gerufen. Der Promotionspreis würdigt besondere Promotionsleistungen.
Der Friedrich-Kreter-Promotionspreis wird jährlich verleihen und prämiert die beste Promotionsarbeit auf dem Gebiet der Zahn-, Mund- und Kieferheilkunde.